# Thayer (Kansas)
Pour les articles homonymes, voir Thayer.
Thayer est une municipalité américaine située dans le comté de Neosho au Kansas.
Lors du recensement de 2010, sa population est de 497 habitants. La municipalité s'étend alors sur une superficie de 0,8 mille carré (2,07 km2), dont 0,05 mille carré (0,13 km2) d'étendues d'eau.
La localité est fondée en 1870, sur le tracé du Santa Fe Railroad. Elle est nommée en l'honneur de Nathaniel Thayer, promoteur du chemin de fer. Son bureau de poste ouvre l'année suivante, lorsqu'il est déplacé du village de Prairie Du Chien.